# Cocal do Sul
Cocal do Sul là một đô thị thuộc bang Santa Catarina, Brasil. Đô thị này có diện tích 71 km², dân số năm 2007 là 14563 người, mật độ 205,1 người/km².